# Peugeot 601
La Peugeot 601 est une automobile de la marque Peugeot produite de 1934 à 1935.
La 601 succède à la Peugeot 12-Six et elle est la dernière voiture à six cylindres de Peugeot pour quarante ans, la suivante étant la Peugeot 604 présentée en 1975.

## Variantes
- Type C et D.

## Galerie

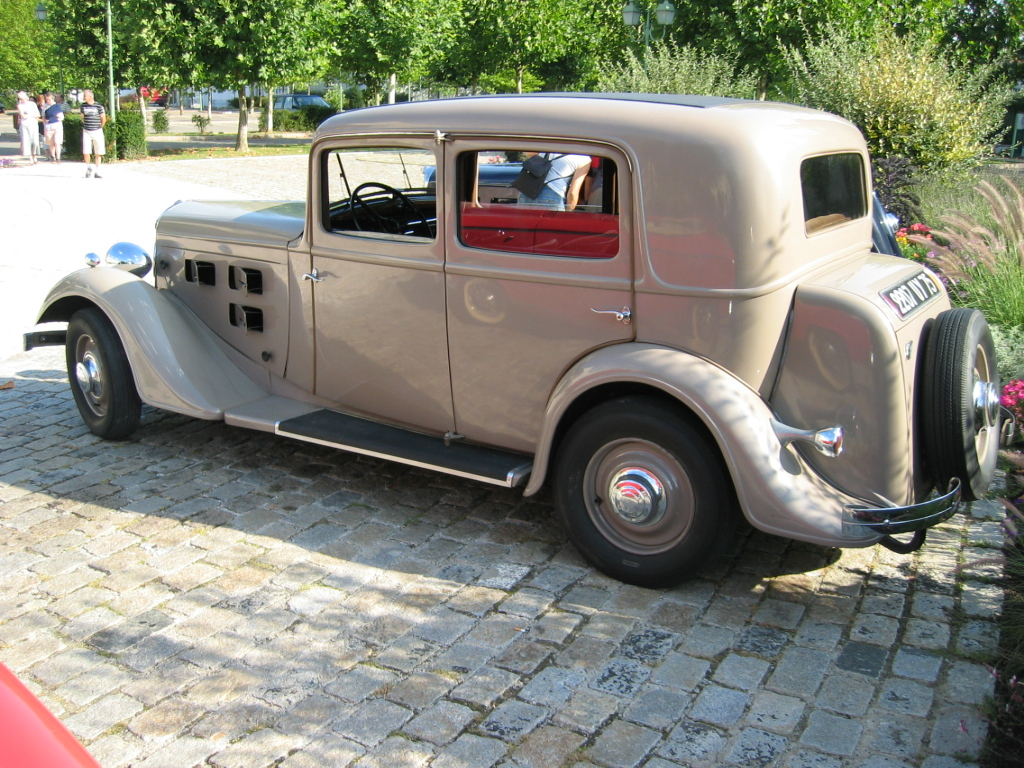
Peugeot 601.
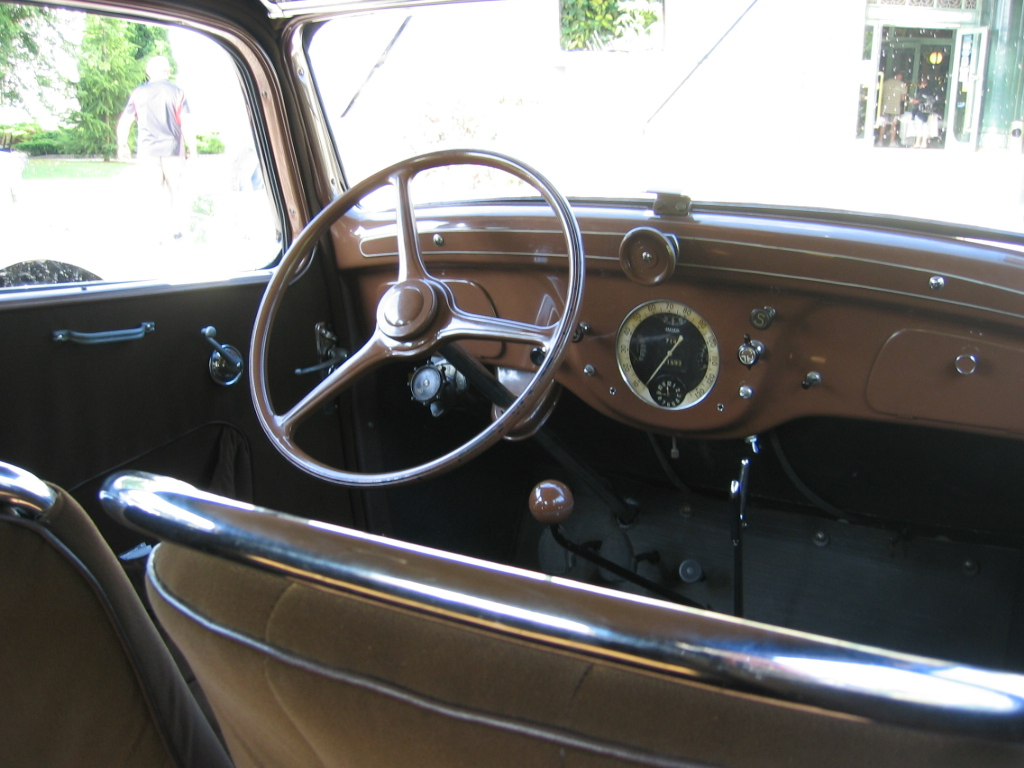
Vue du tableau de bord.
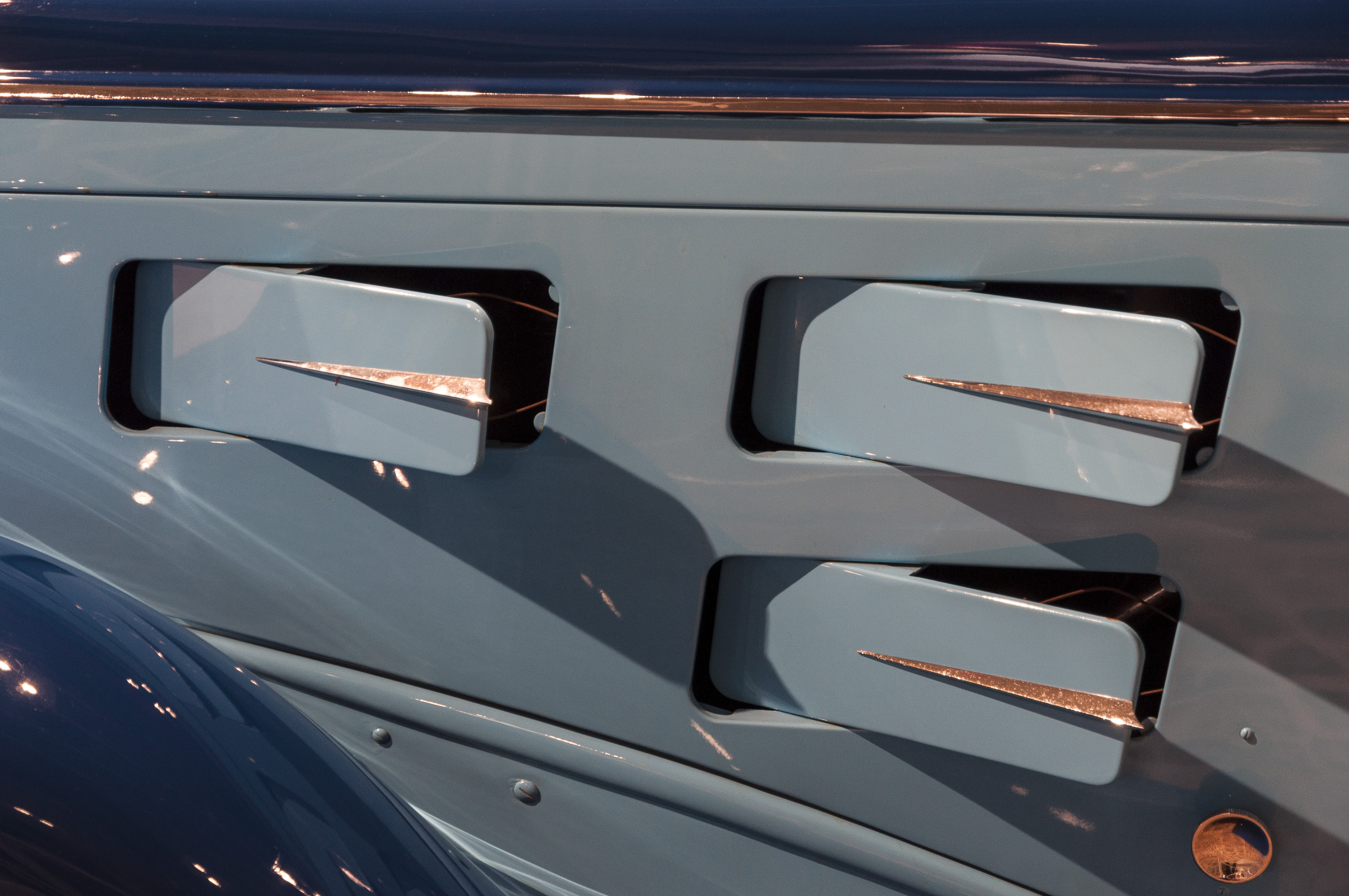
Détail des volets d'aération moteur.
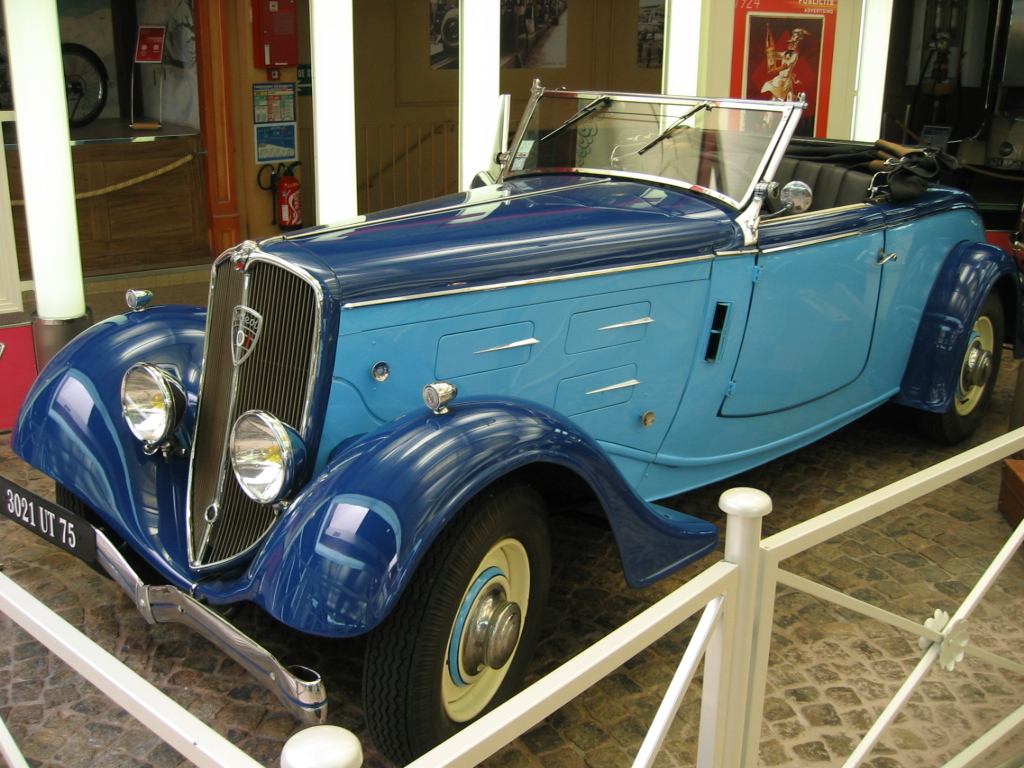
601 cabriolet.
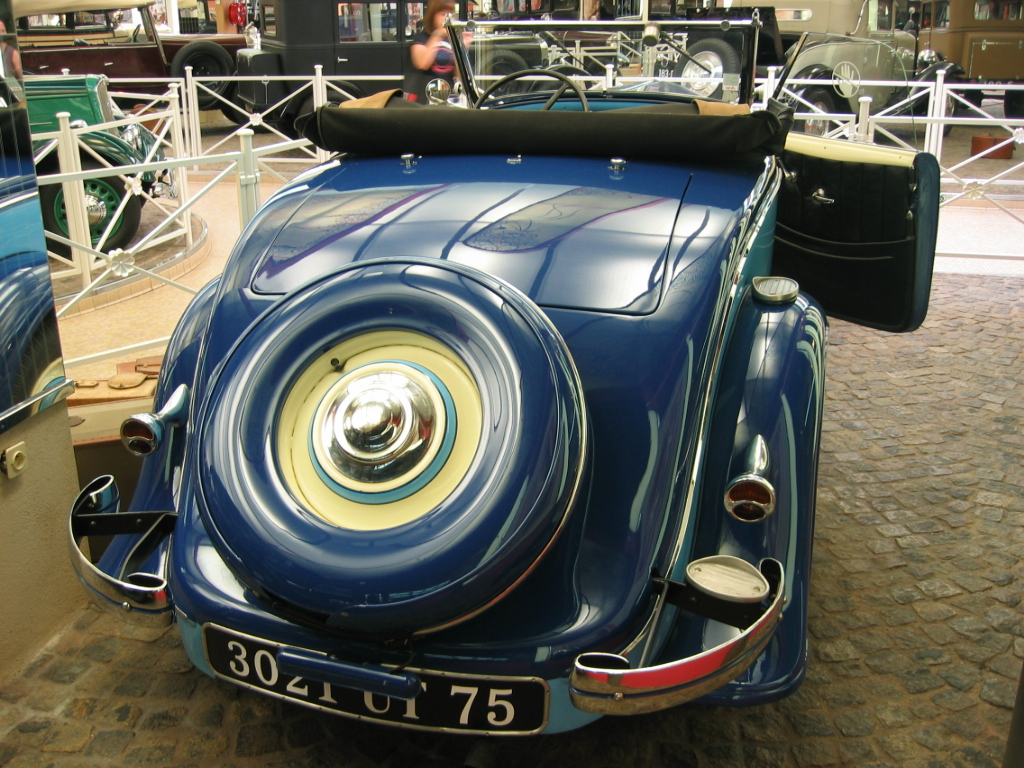
Vue arrière du cabriolet.
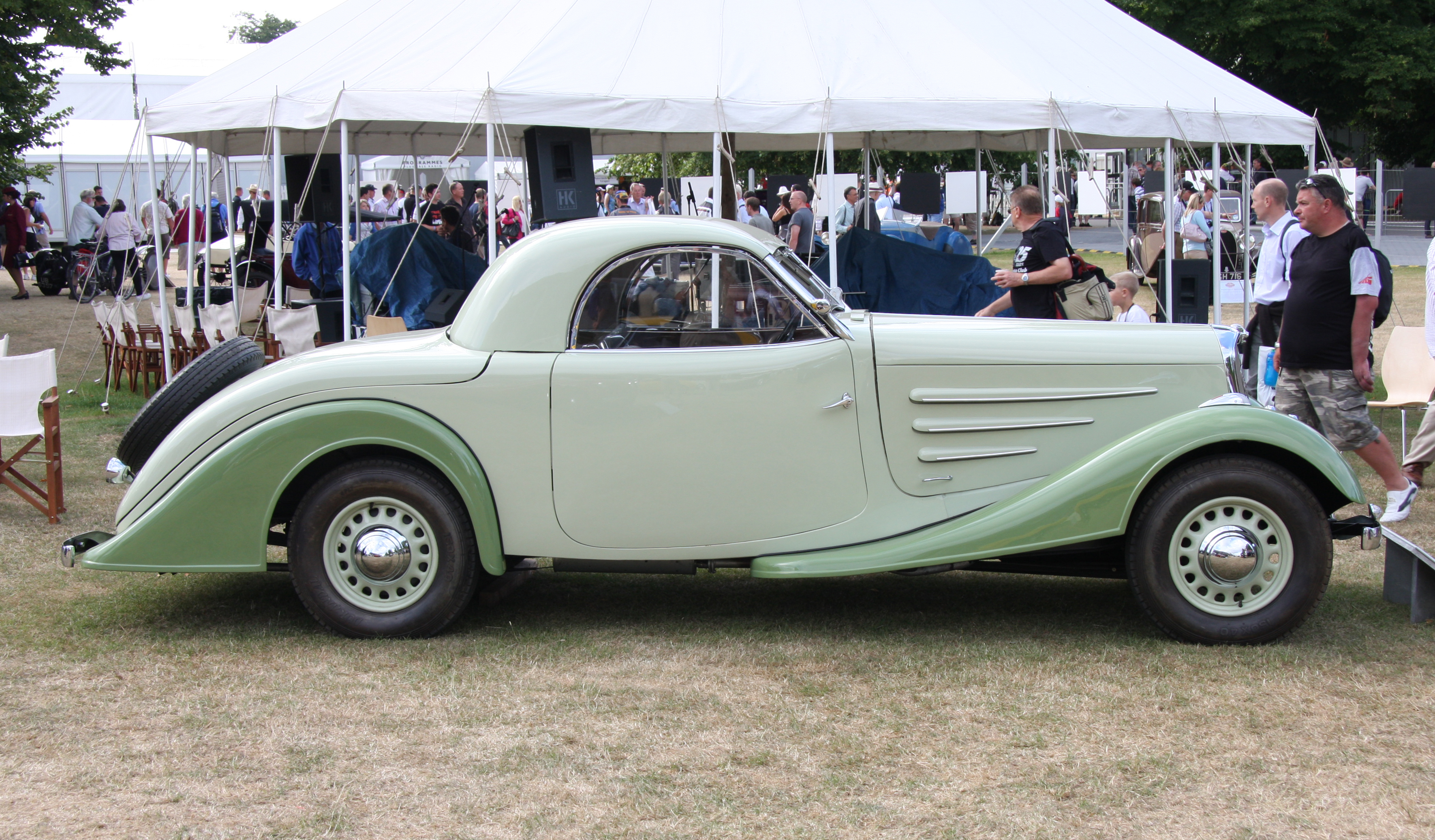
Une 601 D Eclipse
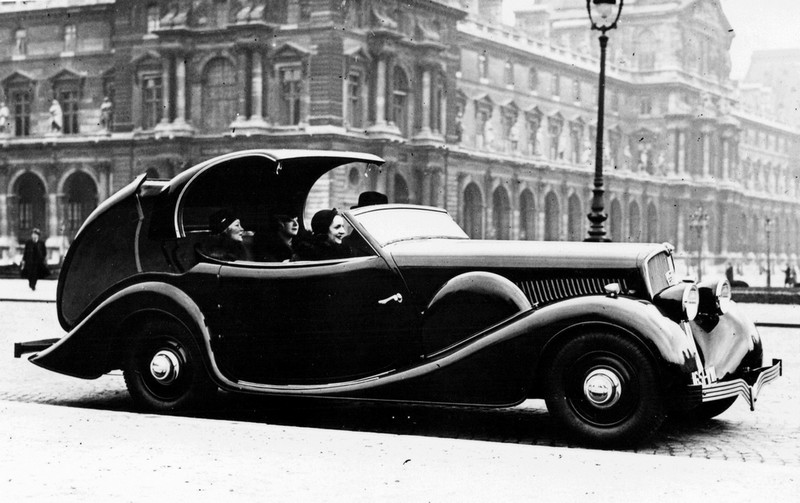
Une 601 C Eclipse[1].